# Данцигер, Георгий Александрович
Гео́ргий Алекса́ндрович Да́нцигер (Жорж Дансиже́, по-русски иногда Жорж Дансижер; фр. Georges Dancigers (Danciger); 17 февраля 1908, Туккумс, Курляндская губерния, Российская империя — 1 ноября 1993, Париж) — французский продюсер российского происхождения, создатель (совместно с Александром Мнушкиным) киностудии «Les Ariane Films».

## Биография
Из еврейской семьи. Гимназическое образование получил в Риге, затем эмигрировал из Латвии и поселился во Франции, где учился на факультете права Лионского университета. С середины тридцатых годов начал заниматься бизнесом в сфере кино, для чего основал кинофирму «Simpex», затем (в 1945 году) — «Les Ariane Films», где его партнёром выступал другой выходец из России — Александр Мнушкин, начинавший свою карьеру во Франции как киноактёр.
Совместно ими был спродюсирован ряд культовых фильмов, таких как «Фанфан-Тюльпан» с Жераром Филипом, «Картуш», «Великолепный» и «Профессионал» с Жан-Полем Бельмондо. Всего Жорж Дансиже (Георгий Данцигер) спродюсировал более 40 французских фильмов.

## Семья
- Брат — Оскар Данцигер (Oscar Dancigers, 1902—1976), французский, затем мексиканский кинопродюсер.
- Жена — Жильбер Данцигер (фр. Gilberte Dancigers, урождённая Леонелли). Дочери — Катрин (Catherine Toulemonde, род. 1946), Вероника (Véronique Dancigers, актриса), Натали (Nathalie Dancigers).

## Фильмография (продюсер)
| Год  |   | Русское название                | Оригинальное название                  | Роль |
| ---- | - | ------------------------------- | -------------------------------------- | ---- |
| 1947 | ф | Не виновен                      | Non coupable                           |      |
| 1948 | ф | Двуглавый орёл                  | L'aigle à deux têtes                   |      |
| 1949 | ф | Бал купидона                    | Bal Cupidon                            |      |
| 1951 | ф | Мыс Надежды                     | Le cap de l'espérance                  |      |
| 1952 | ф | Фанфан-Тюльпан                  | Fanfan la Tulipe                       |      |
| 1953 | ф | Лукреция Борджиа                | Lucrèce Borgia                         |      |
| 1954 | ф | Мадам Дюбарри                   | Madame du Barry                        |      |
| 1956 | ф | Приключения Тиля Уленшпигеля    | Les aventures de Till L'Espiègle       |      |
| 1958 | ф | Закон есть закон                | La legge è legge                       |      |
| 1959 | ф | Улица Прэри                     | Rue des Prairies                       |      |
| 1961 | ф | Картуш                          | Cartouche                              |      |
| 1963 | ф | Человек из Рио                  | L'homme de Rio                         |      |
| 1965 | ф | Злоключения китайца в Китае     | Les tribulations d'un Chinois en Chine |      |
| 1967 | ф | Жить, чтобы жить                | Vivre pour vivre                       |      |
| 1967 | ф | Ограбление                      | Mise à sac                             |      |
| 1969 | ф | Жизнь, любовь, смерть           | La vie, l'amour, la mort               |      |
| 1969 | ф | Легкие «Голуаз»                 | Les gauloises bleues                   |      |
| 1969 | ф | Мужчина, который мне нравится   | Un homme qui me plaît                  |      |
| 1970 | ф | Негодяй                         | Le voyou                               |      |
| 1971 | ф | Побег (фильм, 1971)             | La poudre d'escampette                 |      |
| 1972 | ф | Приключения есть приключения    | L'aventure, c'est l'aventure           |      |
| 1972 | ф | Дорогая Луиза                   | Chère Louise                           |      |
| 1973 | ф | Зануда                          | L'emmerdeur                            |      |
| 1973 | ф | Великолепный                    | Le magnifique                          |      |
| 1974 | ф | Ставиский                       | Stavisky                               |      |
| 1974 | ф | 1789                            | -                                      |      |
| 1975 | ф | Вы не возьмете его в рай        | Vous ne l'emporterez pas au paradis    |      |
| 1975 | ф | Неисправимый                    | L'incorrigible                         |      |
| 1975 | ф | Прощай, полицейский             | Adieu poulet                           |      |
| 1977 | ф | Нежный полицейский              | Tendre poulet                          |      |
| 1977 | ф | Ещё один мужчина, ещё один шанс | Un autre homme, une autre chance       |      |
| 1977 | ф | Приготовьте ваши носовые платки | Préparez vos mouchoirs                 |      |
| 1978 | ф | Разгневанный                    | L'homme en colère                      |      |
| 1979 | ф | Гуляка                          | Le cavaleur                            |      |
| 1979 | ф | Украли бедро Юпитера            | On a volé la cuisse de Jupiter         |      |
| 1980 | ф | Психотерапевт                   | Psy                                    |      |
| 1981 | ф | Под предварительным следствием  | Garde à vue                            |      |
| 1981 | ф | Профессионал                    | Le professionnel                       |      |
| 1982 | ф | Ты мешаешь всем спать           | T'empêches tout le monde de dormir     |      |
| 1982 | ф | Доносчик                        | La balance                             |      |
| 1987 | ф | Последнее лето в Танжере        | Dernier été à Tanger                   |      |